# 62e cérémonie des Oscars
La 62e cérémonie des Oscars du cinéma a lieu le 26 mars 1990 à partir de 18 h au Dorothy Chandler Pavilion du Los Angeles County Music Center.

## La cérémonie
La cérémonie récompensa les meilleurs films de l’année 1989 dans 23 catégories. Elle fut diffusée en direct sur la chaîne ABC pendant 3 heures et 37 minutes et fut suivie par 40,49 millions de téléspectateurs.

### Équipe technique
- Maître de cérémonie : Billy Crystal
- Producteur : Gilbert Cates
- Dialoguistes : Ernest Lehman, Melville Shavelson, Marty Farrell
- Directeur musical : Bill Conti
- Chorégraphe : Paula Abdul
- Réalisateur télé : Jeff Margolis

### Le spectacle
Comme pour toutes les cérémonies qu’il anima, Billy Crystal ouvrit le spectacle par une chanson reprenant tous les films nommés pour l’Oscar du meilleur film et se terminant par l’âge de l’Oscar en question (62 ici).
- Happy birthday to You (pour Akira Kurosawa) interprété par le public présent et les invités de Tokyo
- After All interprété par Melissa Manchester et James Ingram
- The Girl Who Used to Be Me interprété par Patti Austin
- I Love to See You Smile interprété par Randy Newman
- Kiss the Girl interprété par Geoffrey Holder
- Under the Sea interprété par Geoffrey Holder
- Over the Rainbow interprété par Diana Ross

## Palmarès
Les lauréats sont indiqués ci-dessous en premier de chaque catégorie et en gras.

### Meilleur film
(remis par Jack Nicholson et Warren Beatty) 
- Miss Daisy et son chauffeur (Driving Miss Daisy) de Bruce Beresford
  - Né un 4 juillet (Born on the Fourth of July) d’Oliver Stone
  - Le Cercle des poètes disparus (Dead Poets Society) de Peter Weir
  - Jusqu'au bout du rêve (Field of Dreams) de Phil Alden Robinson
  - My Left Foot (My Left Foot: The Story of Christy Brown) de Jim Sheridan

### Meilleur réalisateur
(remis par Robert De Niro et Martin Scorsese)
- Oliver Stone pour Né un 4 juillet (Born on the Fourth of July)
  - Woody Allen pour Crimes et délits (Crimes and Misdemeanors)
  - Peter Weir pour Le Cercle des poètes disparus
  - Kenneth Branagh pour Henry V
  - Jim Sheridan pour My Left Foot (My Left Foot: The Story of Christy Brown)

### Meilleur acteur
(remis par Jodie Foster)
- Daniel Day-Lewis pour le rôle de Christy Brown dans My Left Foot
  - Kenneth Branagh pour le rôle de Henri V dans Henry V
  - Tom Cruise pour le rôle de Ron Kovic dans Né un 4 juillet
  - Morgan Freeman pour le rôle de Hoke Colburn dans Miss Daisy et son Chauffeur
  - Robin Williams pour le rôle de John Keating dans Le Cercle des poètes disparus

### Meilleure actrice
(remis par Gregory Peck)
- Jessica Tandy pour le rôle de Daisy Werthan dans Miss Daisy et son Chauffeur[2]
  - Isabelle Adjani pour le rôle de Camille Claudel dans Camille Claudel de Bruno Nuytten
  - Pauline Collins pour le rôle de Shirley Valentine dans Shirley Valentine de Lewis Gilbert
  - Jessica Lange pour le rôle de Ann Talbot dans Music Box de Costa-Gavras
  - Michelle Pfeiffer pour le rôle de Susie Diamond dans Susie et les Baker Boys (The Fabulous Baker Boys) de Steve Kloves

### Meilleur acteur dans un second rôle
(remis par Geena Davis)
- Denzel Washington pour le rôle de Trip dans Glory d’Edward Zwick
  - Danny Aiello pour le rôle de Sal dans Do the Right Thing de Spike Lee
  - Dan Aykroyd pour le rôle de Boolie Werthan dans Miss Daisy et son Chauffeur
  - Marlon Brando pour le rôle de Ian McKenzie dans Une Saison Blanche et Sèche (A Dry White Season) de Euzhan Palcy
  - Martin Landau pour le rôle de Judah Rosenthal dans Crimes et Délits

### Meilleure actrice dans un second rôle
(remis par Kevin Kline)
- Brenda Fricker pour le rôle de Bridget Fagan-Brown dans My Left Foot
  - Anjelica Huston pour le rôle de Tamara Broder dans Enemies de Paul Mazursky
  - Lena Olin pour le rôle de Masha Bloch dans Enemies
  - Julia Roberts pour le rôle de Shelby Eatenton-Latcherie dans Potins de femmes (Steel Magnolias) de Herbert Ross
  - Dianne Wiest pour le rôle de Helen Buckham dans Portrait craché d'une famille modèle (Parenthood) de Ron Howard

### Meilleur scénario original
(remis par Jane Fonda)
- Tom Schulman pour Le Cercle des poètes disparus
  - Woody Allen pour Crimes et Délits
  - Spike Lee pour Do the Right Thing
  - Steven Soderbergh pour Sexe, Mensonges et Vidéo (Sex, Lies, and Videotape) de Steven Soderbergh
  - Nora Ephron pour Quand Harry rencontre Sally (When Harry Met Sally…) de Rob Reiner

### Meilleure adaptation
(remis par Jane Fonda)
- Alfred Uhry pour Driving Miss Daisy
  - Oliver Stone et Ron Kovic pour Né un 4 juillet
  - Roger L. Simon et Paul Mazursky pour Enemies
  - Phil Alden Robinson pour Jusqu’au bout du rêve
  - Jim Sheridan et Shane Connaughton pour My Left Foot

### Meilleur film étranger
(remis par Jack Lemmon et Natalya Negoda) 
- Cinema Paradiso (Nuovo cinema Paradiso) de Giuseppe Tornatore •  Italie
  - Camille Claudel de Bruno Nuytten •  France
  - Jésus de Montréal de Denys Arcand •  Canada
  - Lo que le pasó a Santiago de Jacobo Morales •  Porto Rico
  - Notre dernière valse (Dansen med Regitze) de Kaspar Rostrup •  Danemark

### Meilleure photographie
(remis par Melanie Griffith et Tom Hanks)
- Freddie Francis pour Glory
  - Mikael Salomon pour Abyss (The Abyss) de James Cameron
  - Haskell Wexler pour Blaze de Ron Shelton
  - Robert Richardson pour Né un 4 juillet
  - Michael Ballhaus pour Susie et les Baker Boys

### Meilleure direction artistique (décors)
(remis par Glenn Close et Mel Gibson, en direct de Londres)
- Anton Furst et Peter Young pour Batman de Tim Burton
  - Leslie Dilley et Anne Kuljian pour Abyss
  - Dante Ferretti et Francesca Lo Schiavo pour Les Aventures du Baron de Munchausen (The adventures of Baron Munchausen) de Terry Gilliam
  - Bruno Rubeo et Crispian Sallis pour Miss Daisy et son Chauffeur
  - Norman Garwood et Garrett Lewis pour Glory

### Meilleurs costumes
(remis par Candice Bergen)
- Phyllis Dalton pour Henry V
  - Gabriella Pescucci pour Les Aventures du Baron de Munchausen
  - Elizabeth McBride pour Miss Daisy et son Chauffeur
  - Joe I. Tompkins pour Les Nuits de Harlem (Harlem Nights) d’Eddie Murphy
  - Theodor Pistek pour Valmont de Miloš Forman

### Meilleur son
(remis par Bryan Brown et Rachel Ward, en direct de Sidney)
- Donald O. Mitchell, Gregg Rudloff, Elliot Tyson et Russell Williams, II pour Glory
  - Don J. Bassman, Kevin F. Cleary, Lee Orloff et Richard Overton pour Abyss
  - Donald O. Mitchell, Kevin O'Connell, Greg P. Russell (en) et Keith A. Wester pour Black Rain
  - Ben Burtt, Tony Dawe, Shawn Murphy et Gary Summers pour Indiana Jones et la Dernière Croisade (Indiana Jones and the Last Crusade)
  - Michael Minkler, Gregory H. Watkins, Wylie Stateman et Tod A. Maitland pour Né un 4 Juillet (Born on the Fourth of July)

### Meilleur montage sonore
(remis par Daryl Hannah)
- Ben Burtt et Richard Hymns pour Indiana Jones et la dernière Croisade (Indiana Jones and the Last Crusade)
  - Robert G. Henderson et Alan Robert Murray pour L'Arme fatale 2 (Lethal Weapon 2)
  - Milton C. Burrow et William L. Manger pour Black Rain

### Meilleur montage
(remis par Jessica Tandy et Morgan Freeman)
- David Brenner et Joe Hutshing pour Né un 4 Juillet
  - Mark Warner pour Miss Daisy et son Chauffeur
  - William Steinkamp pour Susie et les Baker Boys
  - Steven Rosenblum pour Glory
  - Noëlle Boisson pour L'Ours de Jean-Jacques Annaud

### Meilleurs effets visuels
(remis par Dan Aykroyd et Chevy Chase)
- Hoyt Yeatman, Dennis Muren, John Bruno et Dennis Skotak pour Abyss
  - Richard Conway et Kent Houston pour Les Aventures du Baron de Munchausen
  - Ken Ralston, Michael Lantieri (en), John Bell et Steve Gawley pour Retour vers le futur II (Back to the Future Part II) de Robert Zemeckis

### Meilleurs maquillages
(remis par Kenneth Branagh et Elizabeth McGovern)
- Manlio Rocchetti, Lynn Barber et Kevin Haney pour Miss Daisy et son Chauffeur
  - Maggie Weston et Fabrizio Sforza pour Les Aventures du Baron de Munchausen
  - Dick Smith, Ken Diaz et Greg Nelson pour Mon Père (Dad) de Gary David Goldberg

### Meilleure chanson originale
(remis par Paula Abdul et Dudley Moore)
- Alan Menken (musique) et Howard Ashman (paroles) pour Under the Sea dans La Petite Sirène (The Little Mermaid) de John Musker et Ron Clements
  - Tom Snow (musique) et Dean Pitchford (paroles) pour After All dans Le Ciel s'est trompé (Chances Are) de Emile Ardolino
  - Alan Menken (musique) et Howard Ashman (paroles) pour Kiss the Girl dans La Petite Sirène
  - Randy Newman pour I Love to See You Smile dans Portrait craché d'un famille modèle
  - Marvin Hamlisch (musique) et Alan Bergman et Marilyn Bergman (paroles) pour The Girl Who Used to Be Me dans Shirley Valentine

### Meilleure musique originale
(remis par Steve Martin)
- La Petite Sirène (The Little Mermaid) – Alan Menken
  - Indiana Jones et la Dernière Croisade (Indiana Jones and the Last Crusade) – John Williams
  - Jusqu'au bout du rêve (Field of Dreams) – James Horner
  - Né un 4 juillet (Born on the Fourth of July) – John Williams
  - Susie et les Baker Boys (The Fabulous Baker Boys) – Dave Grusin

### Meilleur documentaire
(remis par Charlton Heston et Norma Aleandro, en direct de Buenos Aires) 
- Common Threads: Stories from the Quilt produit par Rob Epstein et Bill Couturié
  - Adam Clayton Powell produit par Richard Kilberg et Yvonne Smith
  - Crack USA: County Under Siege produit par Vince DiPersio et Bill Guttentag
  - For All Mankind produit par Al Reinert et Betsy Broyles Breier
  - Super Chief: The Life and Legacy of Earl Warren produit par Judith Leonard et Bill Jersey

### Meilleur court métrage (prises de vues réelles)
(remis par John Candy et Rick Moranis)
- Work Experience réalisé par James Hendrie
  - Amazon Diary produit par Robert Nixon
  - The Child Eater produit par Jonathan Tammuz

### Meilleur court métrage (documentaire)
(remis par Charlton Heston et Norma Aleandro, en direct de Buenos Aires) 
- The Johnstown Flood produit par Charles Guggenheim
  - Fine Food, Fine Pastries, Open 6 to 9 produit par David Petersen
  - Yad Vashem: Preserving the Past to Ensure the Future produit par Ray Errol Fox

### Meilleur court métrage (animation)
(remis par John Candy et Rick Moranis)
- Balance produit par Christoph Lauenstein et Wolfgang Lauenstein
  - The Hill Farm produit par Mark Baker
  - Korova produit par Alexandre Petrov

## Oscars spéciaux

### Oscar d'honneur
(remis par George Lucas et Steven Spielberg)
- Akira Kurosawa

### Special Commendation
- SMPTE, pour ses efforts continus, et pour ceux de ses membres, à rendre compte du cinéma comme une forme première de communication internationale

### Prix humanitaire Jean Hersholt
(remis par Walter Matthau)
- Howard W. Koch

## Oscars scientifiques et techniques
Les Oscars scientifiques et techniques furent remis le 3 mars au Grand Ball Room du Beverly Hilton Hotel de Los Angeles.

### Prix de la performance scientifique et d'ingénierie
- J.L. Fisher (J.L. Fisher Inc.) pour le concept et la fabrication de la dolly Fisher Model 10
- James Ketcham (JSK Engineering) pour l'excellence de la conception et de l'adaptibilité du système d'avance/retard SDA521B pour le son sur bande magnétique
- J. Noxon Leavitt et ISTEC Inc. pour l'invention (Leavitt) et le développement (ISTEC) du système de stabilisation de caméra Wescam
- Klaus Resch et FGV Panther Corp. pour le concept (Resch) et le développement (Panther) de la dolly Super Panther MS-180
- Geoffrey H. Williamson (Wilcam Photo Research Inc.) et Robert D. Auguste pour le concept et le développement (Williamson) et la mise au point des systèmes électroniques (Auguste) de la Wilcam W-7 pour les caméras VistaVision Rotating Mirror Reflex à 200 images par seconde

### Prix de l'achèvement technique
- Magna-Tech Electronic Co. pour l'introduction de la première fonctionnalité du contrôle avance/retard pour bande son magnétique
- Leo Cattozzo pour le concept et le développement du CIR-Catozzo

### Prix Gordon E. Sawyer
(remis par Isabelle Huppert)
- Pierre Angenieux

## Statistiques

### Récompenses

#### Quatre Oscars
- Miss Daisy et son chauffeur

#### Trois Oscars
- Glory

#### Deux Oscars
- La Petite Sirène
- Né un 4 juillet
- My Left Foot

#### Un Oscar
- Le Cercle des poètes disparus
- Cinema Paradiso
- Indiana Jones et la Dernière Croisade
- Batman
- Henry V
- Abyss

### Nominations

#### Neuf nominations
- Miss Daisy et son chauffeur

#### Huit nominations
- Né un 4 juillet

#### Cinq nominations
- My Left Foot
- Glory

#### Quatre nominations
- Le Cercle des poètes disparus
- Susie et les Baker Boys
- Abyss
- Les Aventures du baron de Munchausen

#### Trois nominations
- Jusqu'au bout du rêve
- Crimes et Délits
- Indiana Jones et la Dernière Croisade
- La Petite Sirène
- Henry V
- Enemies: A Love Story

#### Deux nominations
- Shirley Valentine
- Black rain
- Camille Claudel
- Do the right thing
- Portrait craché d'une famille modèle

#### Une nomination
- L'Ours
- Music Box
- Une saison blanche et sèche
- Potins de femmes
- Sexe, Mensonges et Vidéo
- Quand Harry rencontre Sally
- Cinema Paradiso
- Dansen med Regitze
- Jésus de Montréal
- Lo que le pasó a Santiago
- Blaze
- Batman
- Les Nuits de Harlem
- Valmont
- L'Arme fatale 2
- Retour vers le futur 2
- Mon père
- Chances Are